# Авария E-190 в Виктории-де-Дуранго
Авария E-190 в Виктории-де-Дуранго — авиационная авария, произошедшая 31 июля 2018 года. Авиалайнер Embraer ERJ 190AR авиакомпании Aeroméxico Connect выполнял плановый внутренний рейс AM2431 по маршруту Виктория-де-Дуранго—Мехико, но через 6 секунд после взлёта зацепил левым крылом взлётную полосу аэропорта Виктории-де-Дуранго и рухнул на землю, от удара у него оторвались оба двигателя. Затем самолёт проскользил по земле 380 метров, разрушился и сгорел. Все находившиеся на его борту 103 человека (98 пассажиров и 5 членов экипажа) выжили, 39 из них получили ранения.

## Самолёт

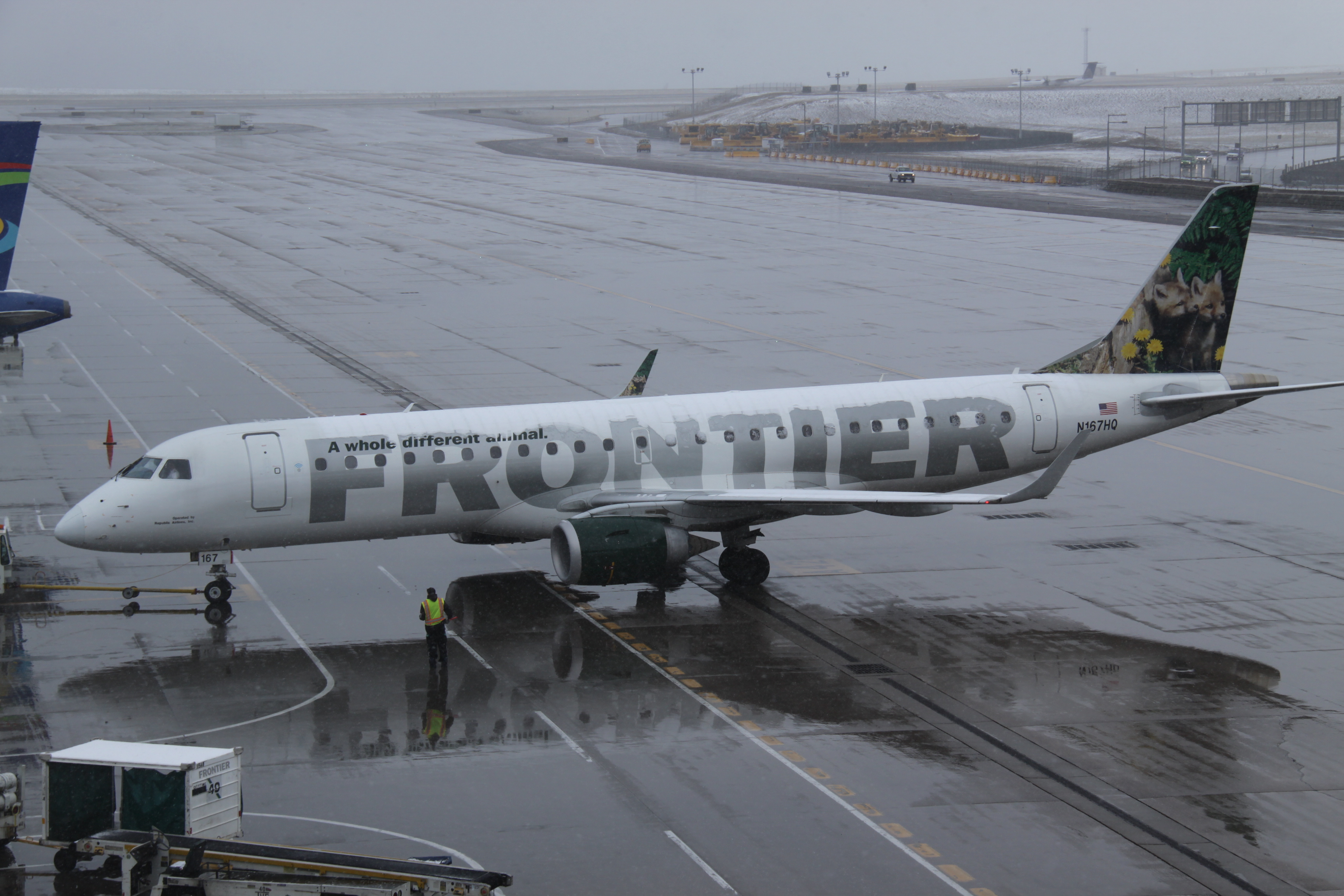
Разбившийся самолёт в 2013 году (в период эксплуатации в Frontier Airlines)

Embraer ERJ 190AR регистрационный номер XA-GAL, заводской 19000173, серийный 173) был выпущен в 2008 году (первый полёт совершил под тестовым б/н PT-SDI). Оснащён двумя турбовентиляторными двигателями General Electric CF34-10E6.
21 мая 2008 года был передан американской авиакомпании US Airways, в которой получил бортовой номер N960UW.
29 октября 2009 года был продан авиакомпании Republic Airlines, в которой выполнял рейсы для её дочерней авиакомпании Midwest Airlines. 23 декабря того же года после смены бортового номера (на N167HQ) стал выполнять рейсы для авиакомпании Frontier Airlines, второй дочерней авиакомпании Republic Airlines.
27 июня 2014 года был куплен авиакомпанией Aeroméxico Connect, в которой его б/н сменился на XA-GAL.
На день аварии 10-летний авиалайнер совершил 18 200 циклов «взлёт-посадка» и налетал 27 257 часов.

## Экипаж и пассажиры
Состав экипажа рейса AM2431 был таким:
- Командир воздушного судна (КВС) — 38-летний Карлос Гальван Мейран (исп. Carlos Galván Meyran). Опытный пилот, в авиакомпании Aeroméxico Connect проработал 8 лет (с 2010 года), начал обучение на пилота в 2011 году. Управлял самолётами Embraer E145 и Embraer E175. В должности командира Embraer E190 — с 12 ноября 2017 года (обучение на командира завершил в июне того же года). Налетал 3700 часов, 1064 из них на Embraer E190.
- Второй пилот — 25-летний Даниэль Дардон Чавес (исп. Daniel Dardon Chávez). Опытный пилот, управлял самолётами Embraer E170, Embraer E175, Airbus A320 и Sukhoi Superjet 100. На второго пилота Embraer E190 был квалифицирован в феврале 2018 года. Налетал 1973 часа, 460 из них на Embraer E190. В момент аварии находился на откидном кресле в кабине пилотов.
- Второй пилот-стажёр — Хосе Рамон Васкес (исп. José Ramón Vázquez). Опытный пилот, управлял самолётами Beechcraft King Air F90 и Beechcraft Super King Air 200. В мае 2018 года начал проходить обучение на второго пилота Embraer E190. Налетал 3296 часов, но на Embraer E190 не выполнил ни одного рейса (при этом налетал 64 часа на авиатренажёре этого типа). В момент аварии находился в кресле второго пилота.

В салоне самолёта работали две стюардессы:
- Саманта Эрнандес Уэрта (исп. Samantha Hernández Huerta), 43 года — старшая стюардесса. В Aeroméxico Connect с 15 июня 2012 года.
- Бренда Завала Гомес (исп. Brenda Zavala Gómez). В Aeroméxico Connect с 23 июля 2018 года.

| Гражданство | Пассажиры | Экипаж | Всего |
| ----------- | --------- | ------ | ----- |
| США         | 65        | 0      | 65    |
| Мексика     | 31        | 5      | 36    |
| Колумбия    | 1         | 0      | 1     |
| Испания     | 1         | 0      | 1     |
| Итого       | 98        | 5      | 103   |

Среди пассажиров на борту самолёта находился Ромуло Кампусано (исп. Rómulo Campuzano), генеральный секретарь Партии национального действия Мексики в штате Дуранго.

## Хронология событий
Embraer ERJ 190AR борт XA-GAL приземлился в Виктории-де-Дуранго в 14:11 (на 23 минуты раньше запланированного).
Первоначально вылет рейса AM2431 был запланирован на 14:56, однако вылет был задержан в связи с утечкой авиатоплива из двигателя №1 (левого).
Когда экипаж пришёл к выводу, что скорость утечки находится в безопасных пределах, самолёт начал руление к ВПП.
В 15:14 лайнер был отбуксирован от гейта и начал руление к взлётной полосе №03.
В 15:18 авиадиспетчер проинформировал экипаж рейса 2431 о ветре со скоростью 37 км/ч. В это время погода в аэропорту Дуранго резко ухудшилась. Служба полётной информации аэропорта Дуранго сообщила о сильной грозе, ухудшении видимости и наличии кучево-дождевых облаков, но авиадиспетчер не слышал этого предупреждения, поскольку был занят отправкой рейса AM2431 и работал один.
Сильные порывы ветра вырвали с корнем деревья, находившиеся вблизи аэропорта Дуранго.
В 16:21 экипаж получил разрешение на взлёт.
В 16:22 служба полётной информации аэропорта Дуранго вновь сообщила о плохой видимости и грозе, однако из-за отключения электроэнергии, вызванного грозой, авиадиспетчер не получил этой информации.
В 15:22:42 рейс 2431 достиг скорости 270 км/ч, управлявший в этот момент лайнером второй пилот-стажёр потянул штурвал на себя и в 15:22:50 лайнер оторвался от ВПП.
Ветер в этот момент резко сменился со встречного (скорость 20 км/ч) на боковой (скорость 61 км/ч). Когда самолёт достиг скорости 280 км/ч, скорость ветра снизилась до 44 км/ч.
Максимальная высота, которую смог набрать самолёт — 10 метров.
В 15:22:56 рейс AM2431 начал терять скорость и высоту. Прозвучал сигнал GPWS «DON'T SINK! DON'T…», после чего левое крыло ударилось о ВПП, затем лайнер жёстко сел на землю и оба двигателя оторвались от крыльев.
Рейс AM2431 выкатился за пределы ВПП на 380 метров и остановился. Все пассажиры смогли покинуть лайнер до начала пожара.
Из находившихся на борту 103 человек никто не погиб, но ранения получили 39 человек — 34 пассажира и все 5 членов экипажа:
- КВС получил серьёзные травмы. Ему потребовалась операция на бедре, которая была проведена успешно[1][13][15][16][17].
- Второй пилот получил незначительные травмы[1][15][16].
- Второй пилот-стажёр также получил незначительные травмы[1][15][16].
- Старшая стюардесса получила перелом поясничного позвонка[1][15][16].
- Вторая стюардесса получила незначительные травмы[1][15][16]

## Последствия аварии
Очевидцы и пассажиры рейса 2431 рассказали, что видели дым и пожар, а в результате аварии самолёт разрушился на две части.
Экипаж смог эвакуировать всех пассажиров за «безопасные» 90 секунд. Через 3-4 минуты после окончания эвакуации у лайнера взорвались топливные баки и он был полностью уничтожен огнём (при этом относительно уцелели оба крыла и хвостовая часть в районе стабилизаторов).
После того как авиадиспетчер не смог связаться с рейсом 2431, он направил на ВПП №03 автомобиль наземной службы.
Для тушения пожара на место аварии были направлены машины пожарной службы.
Через месяц после аварии рейса AM2431 авиакомпания Aeroméxico Connect объявила об увольнении всех троих пилотов разбившегося лайнера.

## Расследование

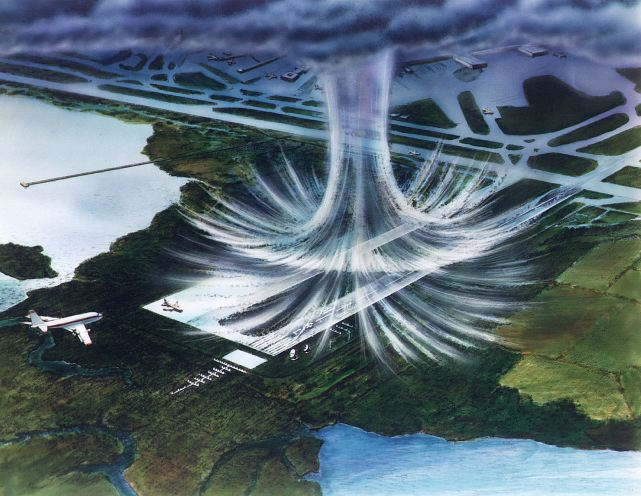
Сдвиг ветра (микропорыв)

Расследование причин аварии рейса AM2431 проводило Федеральное агентство гражданской авиации Мексики (AFAC) при участии Министерства связи и транспорта Мексики (SCT). В расследовании также принимали участие американский Национальный совет по безопасности на транспорте (NTSB), Федеральное управление гражданской авиации США (FAA), компания «Embraer» и компания «General Electric».
Следователи вскоре нашли оба бортовых самописца лайнера, которые почти не пострадали.
5 сентября 2018 года, через месяц после аварии, ведущий следователь AFAC Хосе Армандо Константино Терсеро (исп. José Armando Constantino Tercero) объявил, что окончательный вывод ещё не сделан, но причиной аварии (предположительно) стал внезапный сдвиг ветра в результате микропорыва.
Окончательный отчёт расследования был опубликован 23 февраля 2019 года. Согласно отчёту, причиной аварии стало «столкновение с взлётно-посадочной полосой, вызванное потерей управления самолётом на заключительном этапе взлёта в результате сдвига ветра на малой высоте, что привело к потере скорости и высоты». Сопутствующим фактором стали ошибочные действия экипажа.